# Minerva Anguissola
Pour les articles homonymes, voir Anguissola.
Pour les autres membres de la famille, voir Famille Anguissola.
Minerva Anguissola (née à Crémone en Lombardie, dans la région de la plaine du Pô, morte en 1564) était une femme peintre italien maniériste, active au milieu du XVIe siècle.

## Biographie
On connaît très peu de sa vie.
Née à Crémone, en Italie. Elle était l'une des six filles toutes peintres (Elena, Europa, Lucia, Anna Maria, Sofonisba) de Amilcare Anguissola, un membre de la petite noblesse génoise qui a encouragé toutes ses filles à développer des compétences artistiques. Minerve a été formée avec sa sœur aînée Sofonisba Anguissola

## Sources
- (de) Cet article est partiellement ou en totalité issu de l’article de Wikipédia en allemand intitulé « Minerva Anguissola » (voir la liste des auteurs).